# Giani Zail Singh
Gyani Zail Singh (em panjabi:  ਜ਼ੈਲ ਸਿੰਘ, pronunciationⓘ; 5 de Maio de 1916 –  25 de Dezembro de 1994) foi o sétimo Presidente da Índia, entre 1982 e 1987. Antes da sua presidência, foi um político do Partido do Congresso Nacional Indiano, e passou por várias posições ministeriais no Conselho de Ministros da Índia, incluindo o de ministro dos Assuntos Domésticos.
A sua presidência foi marcada pela Operação Estrela Azul, pelo assassinato de Indira Gandhi e pela revolta contra os Sikh em 1984. Singh morreu dos ferimentos que sofreu em 1994 num acidente de viação.